# Кангуртський джамоат
Кангу́ртський джамоат (тадж. Ҷамоати Кангурт) — джамоат у складі Темурмаліцького району Хатлонської області Таджикистану.
Адміністративний центр — село Кангурт.
До складу джамоату входять 10 сіл:
| Населений пункт | Стара назва | Населення, осіб (2009) | Населення, осіб (2010) |
| --------------- | ----------- | ---------------------- | ---------------------- |
| Гузарі-Тор      | -           | -                      | -                      |
| Давлатшойон     | Давлатшойон | -                      | -                      |
| Зарнісор        | -           | -                      | -                      |
| Кангурт         | Кангурт     | -                      | -                      |
| Обі-Ширін       | Обіширін    | -                      | -                      |
| Савда           | Савда       | -                      | -                      |
| Сафарбойон      | Сафарбойон  | -                      | -                      |
| Чаврок          | Чаврок      | -                      | -                      |
| Чалішийон       | -           | -                      | -                      |
| Чашмасор        | -           | -                      | -                      |